# Modlitba
Chansons représentant la Slovaquie au Concours Eurovision de la chanson
Kým nás máš
(1992) Leť tmou
(2009)
Modlitba (en français Prière) est la chanson représentant la Slovaquie au Concours Eurovision de la chanson 1998. Elle est interprétée par Katarína Hasprová.

## Eurovision
Pour le Concours Eurovision de la chanson 1998, Slovenská televízia (STV) retient Katarína Hasprová après sa victoire à Bratislavská lýra 1997 pour chanter pour la Slovaquie la chanson sélectionnée en interne Modlitba.
La chanson est la sixième de la soirée, suivant Lass' ihn interprétée par Gunvor pour la Suisse et précédent To takie proste interprétée par Sixteen pour la Pologne.
À la fin des votes, elle obtient 8 points (tous de la Croatie) et finit à la 21e place sur vingt-cinq participants.

### Points attribués à la Slovaquie
| 12 points | 10 points | 8 points  | 7 points | 6 points |
| --------- | --------- | --------- | -------- | -------- |
|           |           | - Croatie |          |          |
| 5 points  | 4 points  | 3 points  | 2 points | 1 point  |
|           |           |           |          |          |